# Capenopsis socrates
Capenopsis socrates är en insektsart som beskrevs av Ronald Gordon Fennah 1967. Capenopsis socrates ingår i släktet Capenopsis och familjen Dictyopharidae. Inga underarter finns listade i Catalogue of Life.